# Claire Lacombe
Claire Lacombe (* 4. August 1765 in Pamiers (Département Ariège); † ?) war eine Theaterschauspielerin, Revolutionärin und Frauenrechtlerin zur Zeit der Französischen Revolution.

## Leben
Die 1765 geborene Tochter eines Kaufmanns verließ als Jugendliche ihr Elternhaus, um vielerorts als Schauspielerin aufzutreten.
Sie führte den Brotmarsch nach Versailles an, in dem am 6. Oktober 1789 mehrere tausend Frauen zum Palast des französischen Königs Ludwig XVI. zogen und dort mit lauten Rufen nach Brot den König zum Verlassen seiner Residenz und zum Umzug nach Paris nötigten. Im Zuge dieses gewaltigen Erfolges nannte sich die von ihr gegründete und befehligte Brigade bewaffneter Frauen aus den unterbürgerlichen Schichten „Brigade der Bäckerinnen“, obwohl tatsächlich weder Claire Lacombe noch eine der anderen Frauen als Bäckerin gearbeitet hatten.
Die bereits seit Beginn der Französischen Revolution republikanisch gesinnte Frau griff im April 1792 La Fayette wegen dessen Rolle bei der Flucht des Königs nach Varennes und dessen Verantwortung für das Massaker auf dem Marsfeld im Jakobinerklub an. Sie beteiligte sich im August 1792 mit ihrer Brigade bewaffneter Frauen am Sturm auf die Tuilerien und erhielt deswegen vom Pariser Stadtrat eine Auszeichnung für ihre Beteiligung am Sieg gegen die königliche Garde. Als „Heldin der Bäckerinnen“ wurde sie 1793 Ehrenmitglied bei den Jakobinern. Aufgrund ihrer Popularität fanden ihre Forderungen nach politischer Partizipation der Frauen und dem Wahlrecht für Frauen weiten Widerhall, sie geriet damit jedoch in Konflikt mit Danton und Robespierre.
Lacombe bekannte sich zu den „Enragés“ und forderte am 18. August 1793 die Terrorherrschaft. Ende August 1793 erlangte sie die Führung in der Gesellschaft der revolutionären Republikanerinnen. Am 5. September 1793 erklärte sie sich für die Einführung der Verfassung von 1793, die bis zur Wiederherstellung des Friedens außer Kraft gesetzt war. Bereits am 30. Oktober 1793 endete die politische Karriere der sansculottischen Frauenrechtlerin infolge einer Schlägerei zwischen Marktfrauen und Mitgliedern der Gesellschaft der revolutionären Republikanerinnen, die der Nationalkonvent zum Anlass nahm, den Frauen ihre politischen Rechte zu entziehen und ihre politischen Klubs zu schließen.
Im Gegensatz zu Olympe de Gouges, die am 3. November 1793 wegen ihrer Erklärung der Rechte der Frau und Bürgerin hingerichtet wurde, konnte Claire Lacombe mit der Hilfe ihrer „Bäckerinnen“ aus Paris fliehen. Die „Bäckerinnen“ wurden daraufhin als staatsfeindliche Bewegung verboten. Gemeinsam mit ihren Freunden und Mitstreitern Pauline Léon und Théophile Leclerc wurde Claire Lacombe am 2. April 1794 verhaftet, da ihnen Robespierre Sympathien für den am 24. März 1794 hingerichteten Hébert unterstellte.
Nach dem Sturz von Robespierre und der darauf folgenden Haftentlassung von Léon und Leclerc blieb Lacombe noch ein Jahr im Gefängnis, ehe sie am 20. August 1795 ihre Freiheit erlangte. Sie lebte in der Folgezeit in Nantes, wo sie mindestens drei Jahre lang als Schauspielerin tätig war. Danach verliert sich ihre Spur.